# Messier 68
Messier 68 (também conhecido como NGC 4590 ou M68) é um aglomerado globular localizado na constelação de Hydra a 33 300 anos-luz da Terra. Foi descoberto por Charles Messier em 1780. Possui um raio de 53 anos-luz e uma dimensão aparente de 11 minutos de arco.

## Descoberta e visualização
O aglomerado globular foi descoberto pelo astrônomo francês Charles Messier, que o catalogou em 9 de abril de 1780. Ao descrever a descoberta do aglomerado, William Henry Smyth atribuiu erroneamente a descoberta do objeto e também de Messier 65 e Messier 66 ao amigo e colega de observatório de Messier, Pierre Méchain.
É vista como uma "mancha nebulosa" em binóculos e suas estrelas mais brilhantes podem ser resolvidas com telescópios amadores de 4 polegadas de abertura ou mais. Telescópios de 6 polegadas de abrtura conseguem distinhuir seu halo, com 11 minutos de grau de diâmetro, e com 12 polegadas de abertura é possível distinguir as estrelas de seu núcleo.

## Características

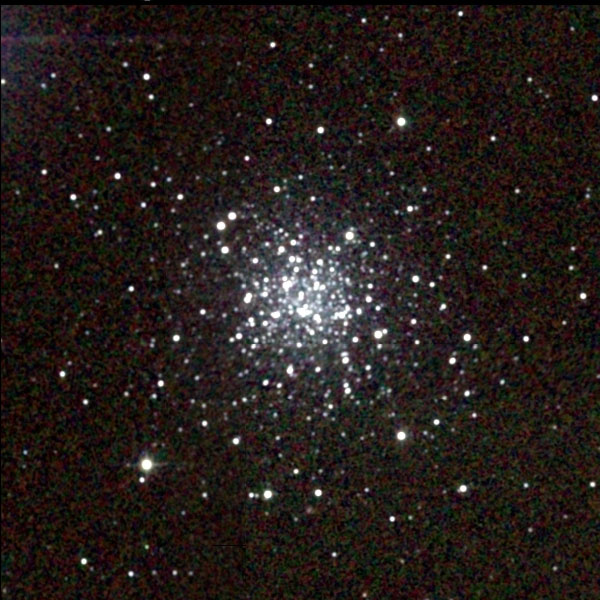
Messier 68, projeto 2MASS

Situa-se a uma distância de cerca de 33 000 anos-luz da Terra. Seu diâmetro aparente de 11 minutos de grau corresponde a um diâmetro real de 106 anos-luz. Conhecem-se 42 estrelas variáveis pertencentes ao sistema, sendo 28 variáveis RR Lyrae. Está se aproximando da Terra a uma velocidade de 112 km/s.
Sua magnitude aparente é 7,8, embora historicamente este valor tenha variado entre 9,12 (Helen Sawyer Hogg) e 7,3, segundo o Uranometria 2000.0. Contém cerca de 250 estrelas gigantes, segundo Kenneth Glyn Jones, de magnitude absoluta menor (mais brilhante) que zero, metade do número encontrado em outros aglomerados, como Messier 3 e Messier 13. Suas estrelas mais brilhantes são de magnitude aparente 12,6 e a magnitude média de suas estrelas é 15,6. As 25 estrelas mais brilhantes do aglomerado, de acordo com Hogg, são de magnitude aparente 14,8 e pertencem à classe espectral A6. É um aglomerado pouco denso, pertencente à classe X em densidade estelar.